# Eva Máziková
Eva Máziková (* 29. října 1949 Bratislava) je slovenská zpěvačka.

## Známé hity
- Iná žena
- Tu ma máš
- Poď von
- Tennessee bols
- Copa Tropicana
- Ty si ten naj
- Močila konope

## Diskografie
- 1972 Stratil sa mi bumerang -
- 1973 Eva Máziková - Opus 9113-0212, LP
- 2001 Návraty - Tonex
- 2002 Copa Tropicana
- 2004 Iná žena
- 2007 20 NAJ - Opus EAN 8584019 275120, CD

## Kompilace
- 1972 Guests of The Golden Orpheus ‘72 - Balkanton - (pieseň:) Legend - Eva Máziková[1]
- 1978 Dvanásť do tucta - Opus

## Filmografie
- 1970 Medený gombík (TV)
- 1976 Pacho, hybský zbojník ... Hanka